# Lauter (Fils)
Die Lauter ist ein Fluss am Nordrand der Schwäbischen Alb und im Albvorland im mittleren Baden-Württemberg, der nach einem 16 km langen, erst etwa südlichen, dann etwa südwestlichen Lauf am Rand der Stadt Süßen im Landkreis Göppingen von rechts und Osten in die Fils mündet.

## Geographie

### Verlauf

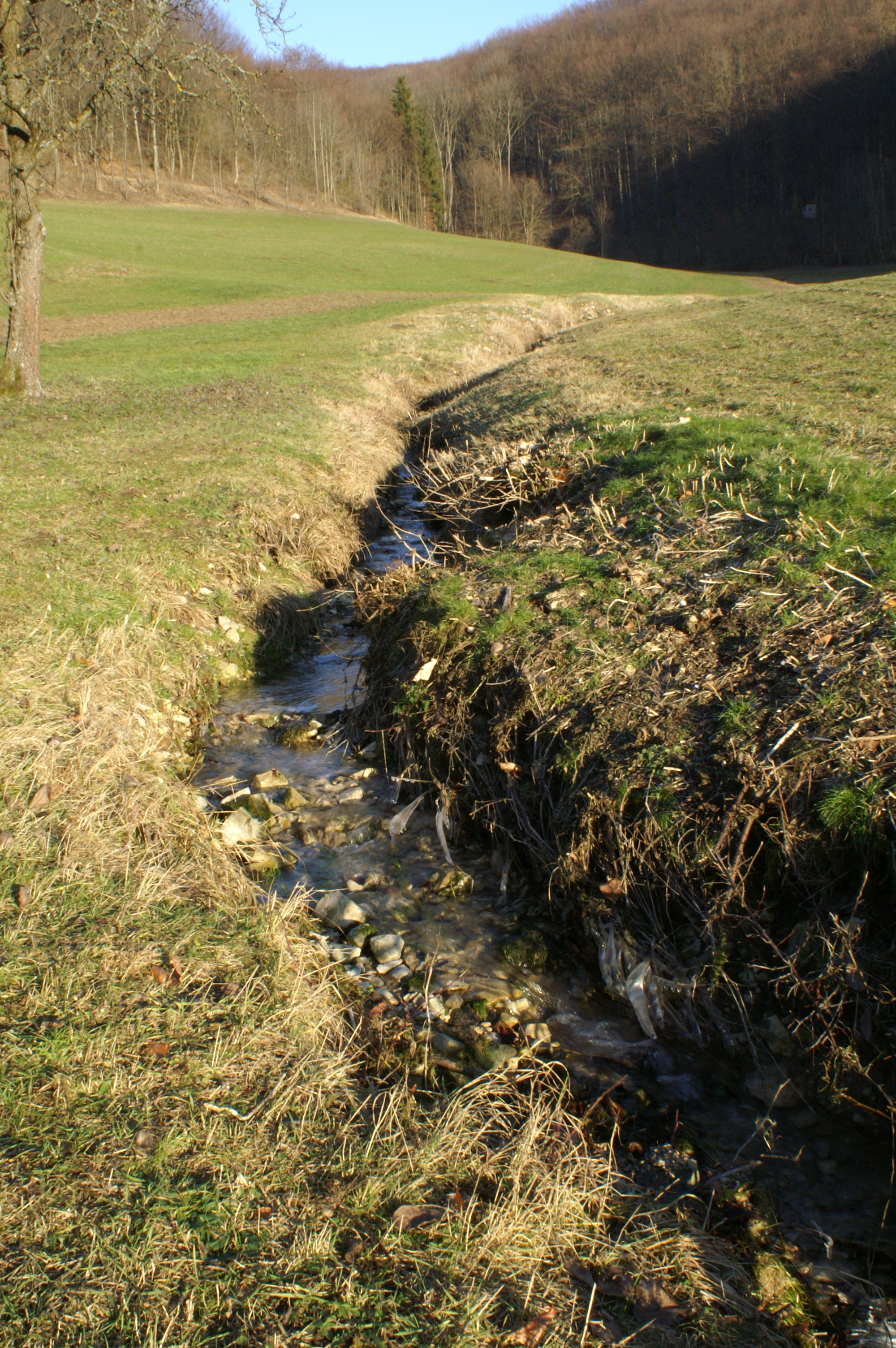
Quellbereich der Lauter

Die Lauter entspringt im Ostalbkreis etwa 2 km nördlich des Schwäbisch Gmünder Stadtteils Degenfeld und weniger als einen halben Kilometer südöstlich des Furtlepasses auf etwa 610 m ü. NHN im Flurstück Zumpen. Abhängig von der Niederschlags- oder Schmelzwassermenge führt entweder bereits der Hangschutt im dortigen Schluchtwald Wasser oder aber erst der Graben in den unten angrenzenden Grünlandflächen.
Die junge Lauter erreicht von der linken Talflanke her unter der vom Furtlepass nach Weißenstein führenden Straße hindurch bald die Mitte ihres trogartigen, auf der Sohle offenen und erst am mittleren Hang oder darüber bewaldeten Tals und läuft darin etwa südwärts. Sie durchquert das Dorf Degenfeld im südlichsten Stadtteils von Gmünd und wechselt weiter abwärts an der Ortsgrenze zu dessen oberen Stadtteil Weißenstein über die Kreisgrenze ins Gebiet der Kleinstadt Lauterstein im Landkreis Göppingen. Im Ortsbereich knickt die Lauter nach der Aufnahme der Weißensteiner Lauter aus dem Südosten etwa am Beginn des Mittellaufes auf künftig westlichen bis südwestlichen Lauf, die begleitende Landesstraße mündet in die aus dem Nebental kommende B 466, die nun bis zur Mündung den Fluss begleitet.
Etwas abwärts durchquert der Fluss den Südteil des anderen Stadtteils Nenningen von Lauterstein, von dem Siedlungsteile auch im von Nordnordwesten zulaufenden Nebental des Schwarzwiesenbachs liegen, wechselt aus der Schwäbischen Alb über die Stadtgrenze auf Donzdorfer Gebiet ins Albvorland und passiert gleich dessen Weiler Grünbach am linken Unterhang. An einem kleinen Mühlenwohnplatz der Kleinstadt mündet wieder von rechts der Maibach, danach passiert er Donzdorf selbst an dessen nordwestlicher und nördlicher Siedlungsgrenze. Durch den Ort fließt der Simonsbach zu, nach ihm, nun wieder aus dem Norden kommend, der Reichenbach, mit über 9 km Länge und einem fast 16 km² erreichenden Teileinzugsgebiet der bedeutendste aller Nebenflüsse.
Schließlich überquert die Lauter die Kommunalgrenze zur Kleinstadt Süßen, an deren östlichen Siedlungsrand sie bald auf etwa 364 m ü. NHN von rechts und zuletzt Nordosten gegen Ende von deren großer Kehre nach Westen in die mittlere Fils einfließt.
Die Lauter mündet nach 16,4 km langem Lauf mit mittleren Sohlgefälle von etwa 15 ‰ rund 246 Höhenmeter unterhalb ihres Ursprungs.
In Donzdorf läuft die Lauter über einen sieben Meter hohen Wasserfall. Zwischen Donzdorf und Süßen hat sie natürliche Ufersteilwände; dort kommt auch der Eisvogel vor. Der Mündungsbereich in Süßen ist in keinem natürlichen Zustand, denn das Bachbett wurde dort ausgehoben und mit Stein- und Betonplatten belegt und seitlich stehen Wände aus Beton.

### Einzugsgebiet
Die Lauter hat ein 68,2 km² großes Einzugsgebiet, das naturräumlich gesehen mit seinem oberen Teil bis abwärts von Nenningen im westlichen Teil des Albuch und Härtsfeld, genauer des Albuchs liegt. Die Teile weiter im Westen zählen nacheinander zum Unterraum Rehgebirge des Östlichen und der Filsalbvorberge des Mittleren Albvorlandes.
Höchster Punkt ist der Gipfel des 778,1 m ü. NHN hohen Bernhardus am Nordosteck des Einzugsgebietes über der Lauterquelle.
Reihum grenzen die Einzugsgebiete der folgenden Nachbargewässer an:
- Im Nordwesten entsteht jenseits des Kalten Felds zwischen diesem und dem Stuifen der Waldstetter Bach.
- Im Nordosten liegt jenseits des Fürtlepasses das Quellgebiet des Strümpfelbachs, der den Waldstetter Bach aufnimmt und in die Rems mündet.
- Im Osten liegt auf der gewässerarmen Albhochfläche das obere Einzugsgebiet des Wedel, eines Zuflusses der Brenz, die über die Donau ins Schwarze Meer entwässert; auf diesem kurzen Abschnitt der Gesamtwasserscheide ist diese also Teil der Europäischen Hauptwasserscheide zwischen diesem und der Nordsee.
- Im Südosten entwässert das anliegende Gebiet meist über die Eyb zur Fils oberhalb der Lauter.
- Im Westen führt nach noch lautermündungsnahen kleineren Zuflüssen dieser überwiegend die Krumm den Abfluss der anderen Seite weiter abwärts zur Fils, die wie danach auch die Rems über den Neckar den Rhein speist.

### Zuflüsse
Liste einer Auswahl der direkten Zuflüsse und  Seen von der Quelle zur Mündung. Mit der Zuflussseite, der Länge auf dem Hauptstrang, der Seefläche, wo nachgewiesen der Fläche des (Teil-)Einzugsgebiets, dem Mündungsort und der Mündungshöhe sowie dem Quellort und der Quellhöhe. Andere Angaben oder Datenquellen sind im Einzelnen vermerkt.
Ursprung der Lauter nördlich-oberhalb des Schwäbisch Gmünder Stadtteils Degenfeld beim Furtlepass auf etwas über 610 m ü. NHN. Der Bach fließt bald nach Süden.
- Egentalbach, von rechts bei Degenfeld auf etwa 539 m ü. NHN[LUBW 4], 1,0 km und 0,7 km²- Entsteht am Ostrand des Kalten Feldes auf etwa 650 m ü. NHN.
- (Zufluss vom Ochsenberg-Fuß), von rechts im unteren Degenfeld auf etwa 520 m ü. NHN, 1,1 km und 1,2 km². Entsteht am Osthang des Kalten Feldes auf etwa 590 m ü. NHN.
- Glasbach, von links kurz nach Degenfeld auf 513,2 m ü. NHN[LUBW 4], 2,2 km und 4,8 km². Entsteht südlich des Bernhardus auf etwa 700 m ü. NHN und durchläuft die Glasklinge. 
Nach diesem Zufluss knickt die Lauter nach Süden.
- Weißensteiner Lauter, von links und Südosten im Stadtteil Weißenstein von Lauterstein auf etwas unter 500 m ü. NHN, 2,8 km und 6,7 km². Entsteht westlich des Lautersteiner Steighofs auf etwa 520 m ü. NHN.
An diesem Zufluss biegt die Lauter nach Westen.
- Schwarzwiesenbach, von rechts in der Mitte des Stadtteils Nenningen auf etwa 465 m ü. NHN, 2,8 km und 2,6 km².[LUBW 7] Entsteht am Südhang des Rechbergle beim Christentalhof von Lauterstein auf etwa 580 m ü. NHN und durchläuft dann das Christental und darin das 1,3 ha große  Hochwasserrückhaltebecken Christental.
- Hohlenbach, von rechts im unteren Nenningen auf etwa 460 m ü. NHN, 0,9 km. Entsteht am Südosthang des Heldenbergs auf etwa 530 m ü. NHN.
- (Bach aus der Hohenreuteklinge), von rechts und Nordwesten nach Nenningen auf etwa 448 m ü. NHN, 0,4 km. Entsteht am Südhang des Bloßenbergs auf etwa 523 m ü. NHN.
- Grünbach, von links beim Stadtteil Grünbach von Donzdorf auf etwa 440 m ü. NHN, 1,5 km. Entsteht südöstlich des Mündungsorts auf etwa 575 m ü. NHN.
- Rötenbach, von links wenig danach auf etwa 430 m ü. NHN, 0,2 km. Entsteht am Hang auf etwa 470 m ü. NHN.
- Maibach, mit bedeutenderem rechtem Hauptstrang-Oberlauf Krähbach, von rechts an der Hagenbucher Mühle von Donzdorf auf etwa 415 m ü. NHN, 5,6 km und 8,2 km². Entsteht am Südhang des Stuifen auf etwa 570 m ü. NHN. 
Nach diesem Zulauf fließt die Lauter nach Südwesten.
- Simonsbach, von links in Donzdorf nahe der Brücke des Mühlwegs auf etwa 397 m ü. NHN, 3,5 km und 6,4 km². Entsteht nördlich-unterhalb von Donzdorf-Kuchalb am Hang auf etwa 570 m ü. NHN. Durchläuft das 2,4 ha große  Hochwasserrückhaltebecken Simonsbachtal. 
Nach diesem Zulauf fließt die Lauter nach Westsüdwesten.
- Reichenbach, im Oberlauf Strütbach, von rechts nach Donzdorf unterhalb von Burg Ramsberg auf 373,1 m ü. NHN[LUBW 8][LUBW 9], 9,4 km und 15,7 km².[LUBW 7] Entsteht am Südrand des Schwäbisch Gmünder Stadtteils Rechberg auf etwa 540 m ü. NHN.
- Baierbach, von rechts am Ostrand Süßens auf etwa 370 m ü. NHN, 2,2 km. Entsteht am Ostrand der Hochfläche Mahdäcker auf etwa 530 m ü. NHN.
- Marrengraben, von rechts am Ostrand Süßens auf etwa 370 m ü. NHN, 3,0 km. Entsteht südlich von Donzdorf am Nordhang des Marren auf unter 520 m ü. NHN.

Mündung der Lauter in Süßen auf ca. 364 m ü. NHN von rechts und zuletzt Nordosten in die Fils. Der Bach ist hier 16,4 km lang und hat ein Einzugsgebiet von 68,2 km² hinter sich.

## Geschichte
Das im Oberlauf auch Degenfelder Lauter genannte Fließgewässer war zeitweise Grenzbach zwischen den Herrschaftsbereichen der Degenfelder und Rechberger.